# Puente de Yeonjong
El puente de Yeongjong es un puente colgante auto suspendido localizado en Incheon, Corea del Sur, que une la isla de Yeongjong a la península de Corea. Completado en 2000, tiene un tramo principal de 300 metros, con dos tramos finales de 125 metros cada uno. Es el mayor puente de auto-suspensión en el mundo.